# Vireo
Vireo, es un género de aves paseriformes perteneciente a  la familia Vireonidae que agrupa a numerosas especies nativas de las Américas, donde se distribuyen desde Alaska y Canadá, a través de América del Norte, de diversas islas de Caribe, América Central y del Sur, hasta el sureste de Perú y  norte de Bolivia por el oeste, sur de Brasil, Uruguay y noreste de Argentina por el este. Varias especies son migratorias, se reproducen en el norte y centro de América del Norte y migran hacia el sur en los inviernos boreales. Se les conoce por el nombre común de vireos y también verderones, julián chivíes o chivíes, entre otros.

## Etimología
El nombre genérico masculino «Vireo» deriva del latín «vireo, vireonis»: pequeño pájaro verde migratorio, tal vez la hembra de oropéndola europea (Oriolus oriolus), pero también identificado con el verderón común (Chloris chloris).

## Características
Las especies de este género son pequeñas aves arborícolas, midiendo entre 10  y 16 cm de longitud; con plumaje dorsal típicamente verdoso apagado pero algunos son pardos o grises en el dorso y algunos tienen partes inferiores amarillo brillante o blancuzco. Sus picos son bastante robustos y en formato de gancho en la extremidad en la mayoría de las especies. Las patas son robustas. Generalmente se distinguen mejor por las diferencias (algunas veces sutiles) de sus patrones faciales.
La mayoría de las especies se divide en dos grupos de plumaje diferenciada: uno con barras en las alas y anillo ocular blanco, y otro sin marcas en las alas y banda blanca en los ojos; sin embargo el vireo del Chocó (Vireo masteri) tiene ambas, barras en las alas y banda ocular.
No presentan dimorfismo sexual, excepto el vireo cabecinegro (Vireo atricapilla), con el macho con corona negra que en la hembra es gris.

### Alimentación
Todos los miembros del género se alimentan principalmente de insectos y otros artrópodos, pero también comen frutas. Lo más común es que coman artrópodos en el verano y frutas en el invierno. Los vireos buscan sus presas en hojas y ramas y en vuelo; el vireo gris (Vireo vicinior) busca aproximadamente 5 % de sus presas en el suelo.

### Zonas de distribución y comportamiento territorial
Habitan una variedad de ambientes boscosos o de matorrales. La mayoría de las especies son residentes en América Central, islas del Caribe y norte de Sudamérica, siendo que algunas subespecies de  vireo chiví (Vireo chivi) son migratorias locales en Sudamérica. Trece especies ocurren bien al norte en Estados Unidos y Canadá; de éstas, todas excepto el vireo de Hutton (Vireo huttoni), son migratorias. Los vireos raramente vuelan largas distancias, excepto cuando están migrando.
Las especies residentes ocurren en parejas o grupos familiares que mantienen territorios durante todo el año (excepto el vireo de Hutton, que se junta a bandadas mixtas). La mayoría de las especies migratorias defiende territorio de invernada contra conespecíficos. Las excepciones son el vireo ojo rojo, el vireo verdiamarillo (Vireo flavoviridis), el vireo bigotudo (Vireo altiloquus), y el vireo yucateco (Vireo magister), que invernan en pequeñas bandadas errantes.

### Reproducción

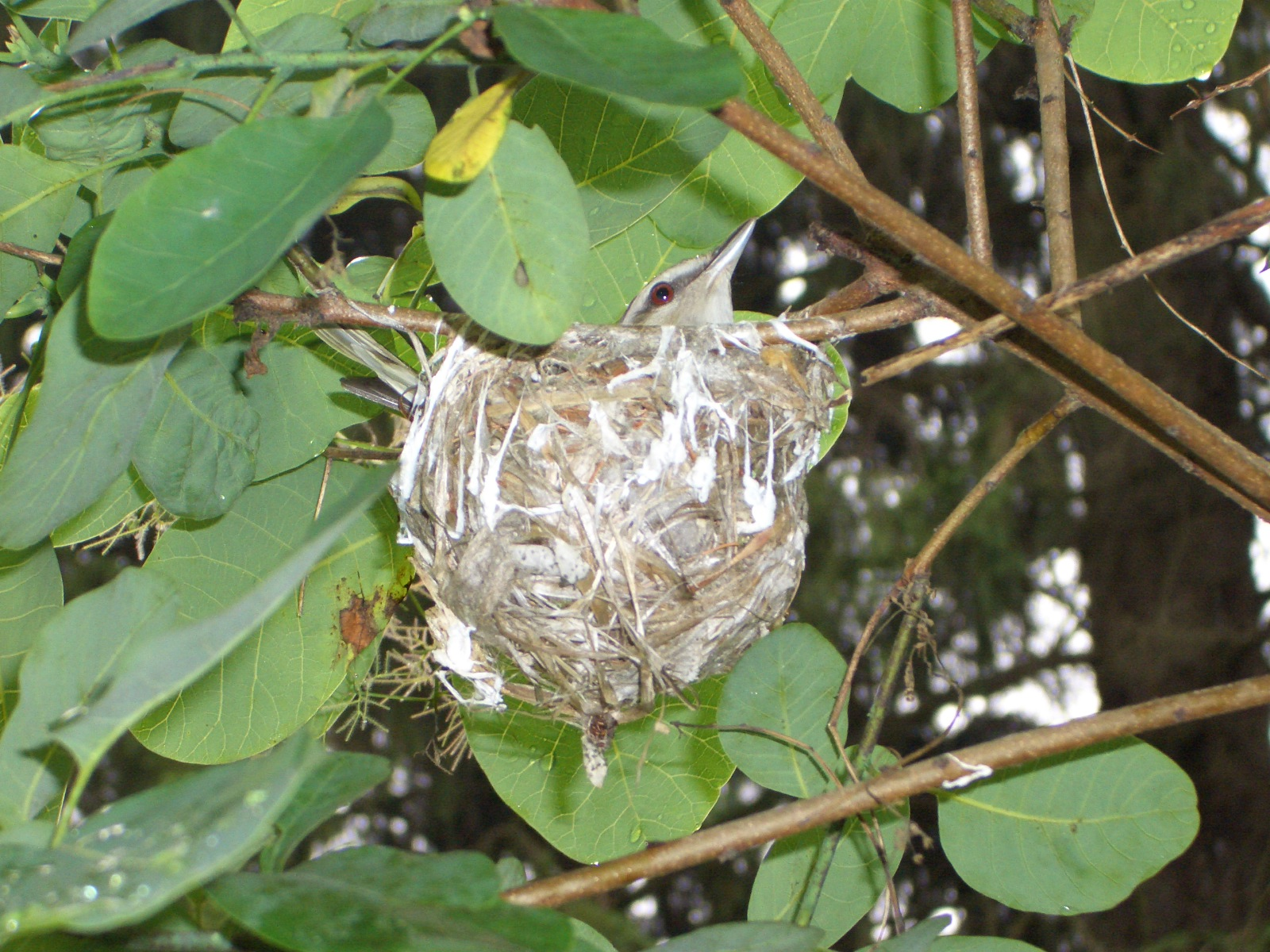
Nido de Vireo olivaceus

De las especies cuyos nidos son conocidos, todas construyen un nido en formato de taza que cuelga de ramas. La camada externa está hecha de hojas secas y tiras de corteza o musgo, dependiendo de la especie; en todos los casos, la aglomeración de los materiales se hace con telaraña y se adornan con cápsulas de huevos de araña. El revestimiento es hecho de finos tallos de pasto rodeando la taza. En la mayoría de las especies, ambos sexos trabajan en el nido, pero solo la hembra agrega el revestimiento. Los machos vireos ojo rojo, bigotudo, yucateco y de Filadelfia (Vireo philadelphicus) no ayudan, en cambio, quedan cantando y acompañando la hembra mientras construye el nido. La hembra realiza la mayor parte de la incubación, auxiliada por el macho, excepto en el complejo vireo ojo rojo.
Los huevos son blancuzcos; todos, excepto el vireo cabecinegro y el vireo enano (Vireo nelsoni), presentan puntos finos dispersos pardos o pardo rojizos en el extremo más ancho. Las especies tropicales depositan dos huevos mientras las de zonas templadas cuatro o cinco. La incubación dura entre 11 y 13 días, y los polluelos dejan el nido después de ese mismo período. Ambos sexos alimentan el nido con artrópodos y cada polluelo es alimentado por solamente uno de ellos después de dejar el nido por al menos 20 días.

## Lista de especies
Según las clasificaciones del Congreso Ornitológico Internacional (IOC) y Clements Checklist/eBird v.2019, el género agrupa a las siguientes especies, con algunas diferencias comentadas en Taxonomía; con el respectivo nombre popular de acuerdo con la Sociedad Española de Ornitología (SEO), u otro cuando referenciado:
- Vireo brevipennis (  P.L. Sclater, 1858) -- vireo pizarroso;
- Vireo griseus (Boddaert, 1783) -- vireo ojiblanco;
- Vireo crassirostris (Bryant, 1859) -- vireo piquigrueso;
  - Vireo (crassirostris) approximans Ridgway, 1884 -- vireo de Providencia;[nota 1][22][21][14]
- Vireo pallens Salvin, 1863 -- vireo de manglar;
- Vireo bairdi Ridgway, 1885 -- vireo de Cozumel;
- Vireo caribaeus Bond & Meyer de Schauensee, 1942 -- vireo de San Andrés;
- Vireo modestus P.L. Sclater, 1861 -- vireo jamaicano;
- Vireo gundlachii Lembeye, 1850 -- vireo cubano;

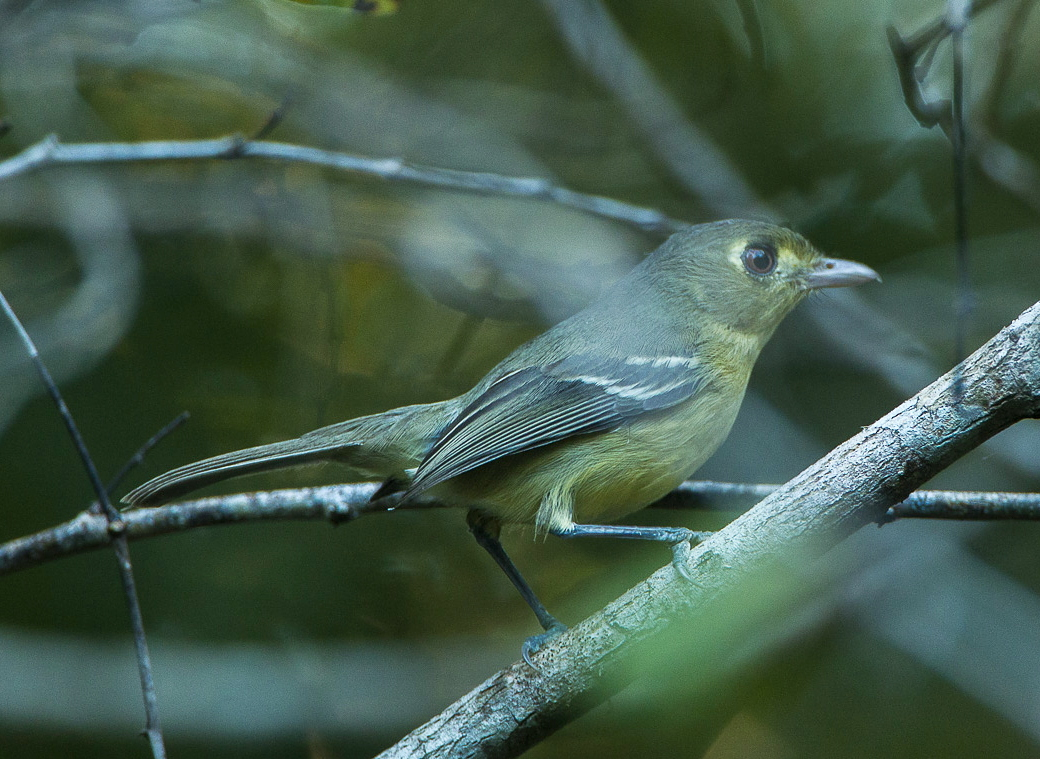
Vireo gundlachii

- Vireo latimeri Baird, 1866 -- vireo puertorriqueño;
- Vireo nanus (Lawrence, 1875) -- vireo de la Española;
- Vireo bellii Audubon, 1844 -- vireo de Bell;
- Vireo atricapilla Woodhouse, 1852 -- vireo cabecinegro;
- Vireo nelsoni Bond, 1936 -- vireo enano;
- Vireo vicinior Coues, 1866 -- vireo gris;
- Vireo osburni (P.L. Sclater, 1861) -- vireo de Osburn;
- Vireo flavifrons Vieillot, 1808 -- vireo gorjiamarillo;
- Vireo plumbeus Coues, 1866 -- vireo plomizo;
- Vireo cassinii Xantus de Vesey, 1858 -- vireo de Cassin;

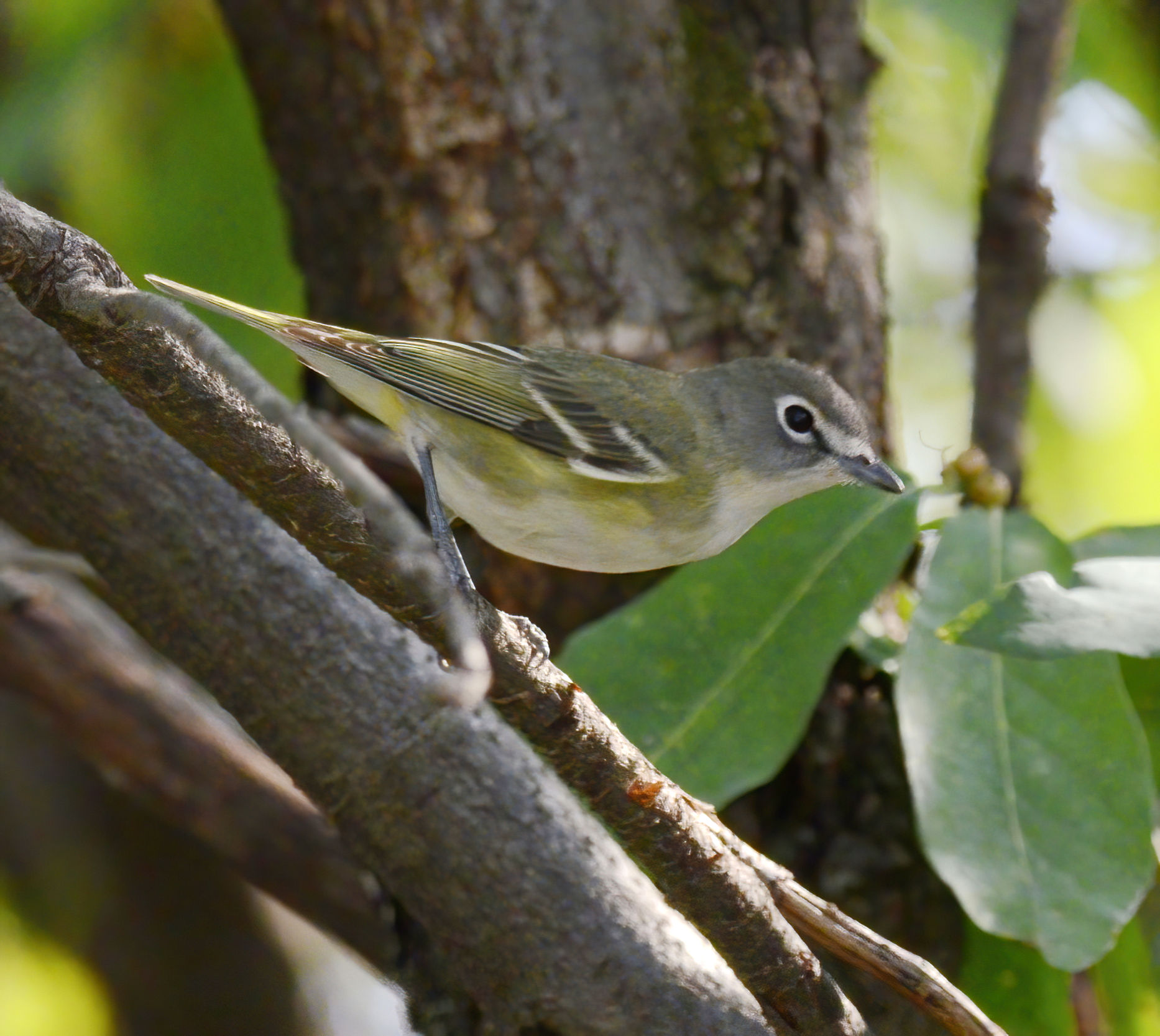
Vireo cassinii

- Vireo solitarius (Wilson, 1810) -- vireo solitario;
- Vireo carmioli Baird, 1866 -- vireo aliamarillo;
- Vireo huttoni Cassin, 1851 -- vireo de Hutton;
- Vireo hypochryseus P.L. Sclater, 1862 -- vireo dorado;
- Vireo masteri Salaman & Stiles, 1996 -- vireo del Chocó;
- Vireo sclateri  (Salvin & Godman), 1886 -- verdillo de tepuí;[nota 2][23][24]
- Vireo gilvus (Vieillot, 1808) -- vireo gorjeador;
  - Vireo (gilvus) swainsoni Baird, 1858 -- vireo gorjeador occidental;[nota 3][18][21][14][25]
- Vireo leucophrys (Lafresnaye, 1844) -- vireo coronipardo;
- Vireo philadelphicus (Cassin, 1851) -- vireo de Filadelfia;
- Vireo olivaceus (Linnaeus, 1766) -- vireo ojirrojo;[26]
- Vireo chivi (Vieillot, 1817) -- vireo chiví;[nota 4][23][27][28][29]

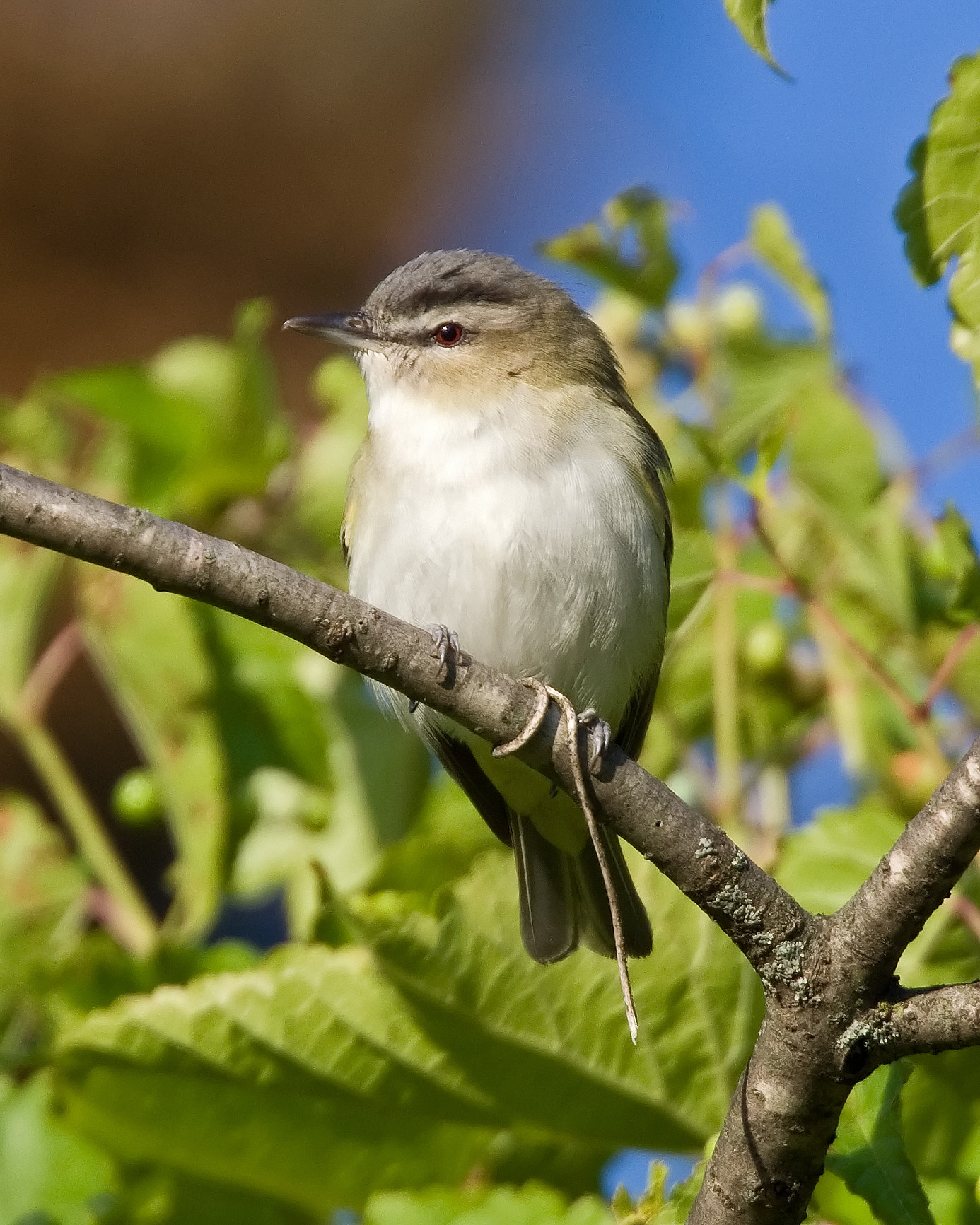
Vireo olivaceus

- Vireo gracilirostris Sharpe, 1890 -- vireo de Noronha;
- Vireo flavoviridis (Cassin, 1851) -- vireo verdiamarillo;
- Vireo altiloquus (Vieillot, 1808) -- vireo bigotudo;
- Vireo magister (Baird, 1871) -- vireo yucateco.